# Sarah Williams
Sarah Williams (ur. 1837, zm. 1868) – angielska powieściopisarka i poetka, tworząca w epoce wiktoriańskiej. Publikowała pod pseudonimami Sadie and S.A.D.I. Była córką Walijczyka Roberta Williamsa (ur. ok. 1807, zm. 1868) i Angielki Louisy Ware (1811–1886). Jakkolwiek poetka była Walijką tylko w połowie i nigdy nie mieszkała poza Londynem, nauczyła się walijskiego i wplatała walijskie frazy do swoich wierszy. Dlatego jest uważana również za poetkę walijską. Sarah Williams zmarła w rezultacie operacji usunięcia nowotworu.

## Twórczość
Wiersze poetki zostały zebrane w tomie Twilight hours, a legacy of verse (Godziny zmierzchu, testament w wierszach)
Jej najbardziej znanym utworem The Old Astronomer (Stary astronom), znany szerzej jako "The Old Astronomer to His Pupil" (Stary astronom do swojego ucznia). Często przywoływany jest cytat:
Though my soul may set in darkness, it will rise in perfect light;
I have loved the stars too fondly to be fearful of the night.
[Chociaż moja dusza znajdzie się w ciemności, powstanę w doskonałym świetle; Kochałam gwiazdy zbyt mocno, żeby bać się nocy].